# SUGOCA
 (septembre 2009).
Si vous disposez d'ouvrages ou d'articles de référence ou si vous connaissez des sites web de qualité traitant du thème abordé ici, merci de compléter l'article en donnant les références utiles à sa vérifiabilité et en les liant à la section « Notes et références ».
SUGOCA (スゴカ, Sugoka) est un système de carte à puce, rechargeable sans contact, utilisable dans les transports en commun sur l'île de Kyūshū au Japon.
La Kyushu Railway Company (JR Kyushu) a introduit ce système à partir du printemps 2009[réf. nécessaire].

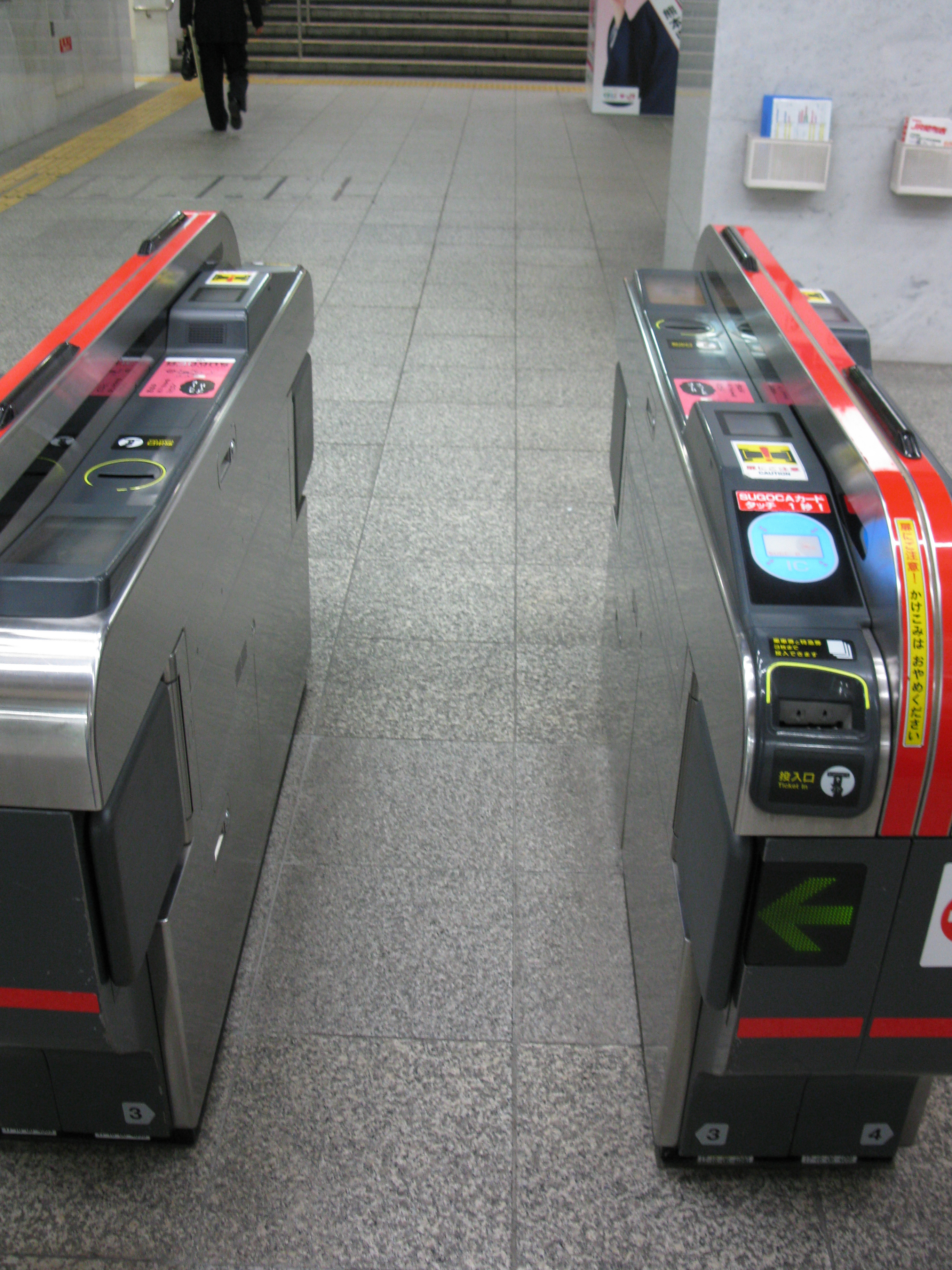
Lecteur de carte SUGOCA

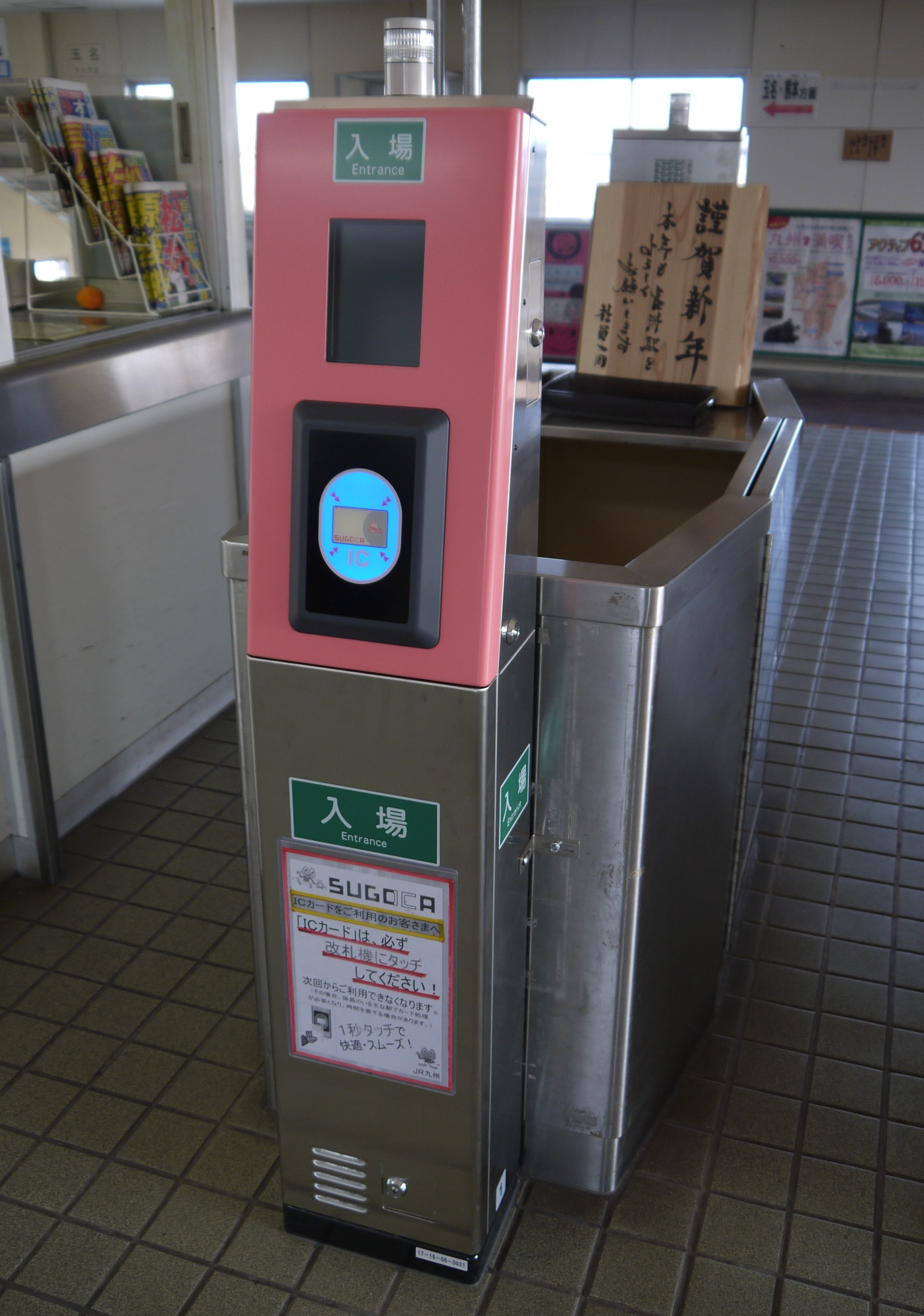
Lecteur de carte SUGOCA à la gare de Nagasu.

SUGOCA est l'acronyme de Smart Urban GOing CArd. En dialecte japonais de Kyūshū, sugoca (凄か) signifie « meilleur ». La carte utilise une technologie de radio-identification développée par Sony, la FeliCa. La mascotte, une grenouille accompagnée d'un réveille-matin, a été créée par le graphiste américain Rodney Greenblat.

## Zones d'utilisation
SUGOCA a été introduit au printemps 2009 dans 144 gares de la zone Fukuoka-Kitakyūshū[réf. nécessaire].
Au 1er avril 2018, la carte peut être utilisée dans toutes ces zones :
- Zone Fukuoka-Saga-Oita-Kumamoto
  - ligne Chikuhi : Meinohama — Karatsu
  - ligne Chikuhō (ligne Fukuhoku Yutaka, ligne Wakamatsu) : Wakamatsu — Orio — Keisen
  - ligne Hōhi : Kumamoto — Higo-Ōzu / Nakahanda — Ōita
  - ligne Kagoshima (ligne Fukuhoku Yutaka) : Mojikō — Yatsushiro
  - ligne Karatsu : Karatsu — Nishi-Karatsu
  - ligne Kashii (ligne Umi-no-Nakamichi) : Saitozaki — Umi
  - ligne Kyūdai : Kurume — Zendōji / Mukainoharu — Ōita
  - ligne Nagasaki : Tosu — Saga
  - ligne Nippō : Nishi-Kokura — Kōzaki
  - ligne Sanyō : Shimonoseki — Moji
  - ligne Sasaguri (ligne Fukuhoku Yutaka) : Keisen — Yoshizuka

- Zone Nagasaki
  - ligne Nagasaki : Isahaya — Nagasaki (via Ichinuno) / Urakami — Kikitsu (via Nagayo)
  - ligne Ōmura : Isahaya — Takematsu

- Zone Miyazaki
  - ligne de l'Aéroport de Miyazaki : Tayoshi — Aéroport de Miyazaki
  - ligne Nichinan : Minami-Miyazaki — Tayoshi
  - ligne Nippō : Sadowara — Tano

- Zone Kagoshima
  - Ligne Ibusuki Makurazaki : Kagoshima-Chūō — Kiire
  - ligne Kagoshima : Sendai — Kagoshima
  - ligne Nippō : Kokubu — Kagoshima

La carte est également utilisable sur le Monorail de Kitakyūshū.

## Intégration future
La carte sera utilisable avec deux autres services à Fukuoka, le nimoca du Nishitetsu introduit au printemps 2008, et Hayakaken du métro de Fukuoka, qui sera introduite au printemps 2009.